# Дзвінкова вулиця
Дзвінко́ва вулиця — зникла вулиця, що існувала в Подільському районі міста Києва, місцевість Пріорка. Пролягала від проспекту «Правди» до Невельської вулиці.

## Історія
Виникла в середині ХХ століття під назвою 718-а Нова, з 1953 року — Каневський провулок. 1958 року вулиця отримала назву Звонкова, пізніше назву було уточнено на Дзвінкова.
Ліквідована у зв'язку зі зміною забудови на початку 1980-х років.